# Luchthaven Chania

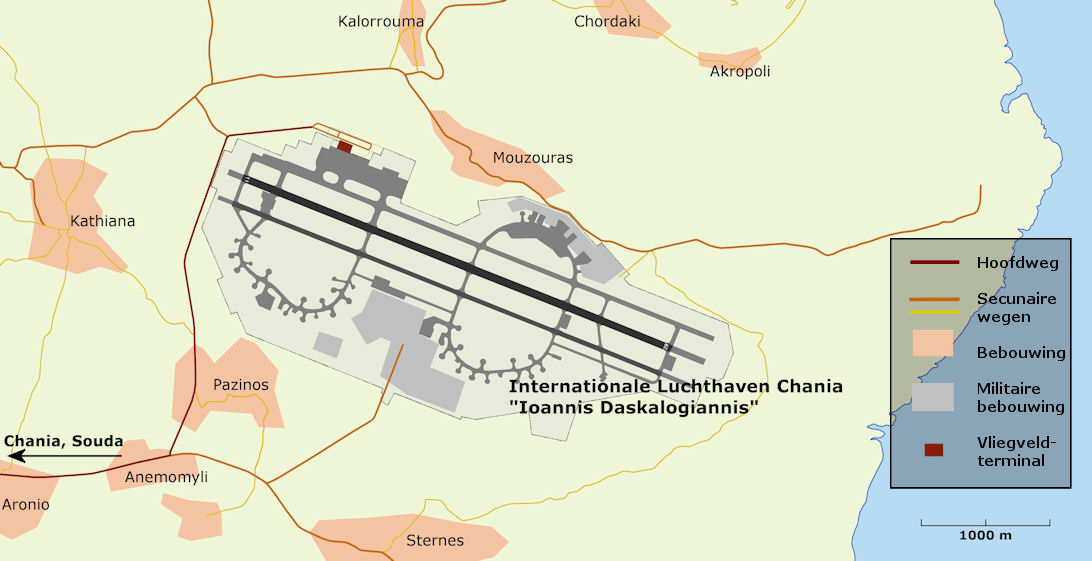
Schematisch overzicht van de Luchthaven van Chania en omgeving

Luchthaven Chania, volledige naam: Internationale Luchthaven Chania "Ioannis Daskalogiannis" (Grieks: Κρατικός Αερολιμένας "Ιωάννης Δασκαλογιάννης"), is een luchthaven gelegen op het schiereiland Akrotiri, boven de baai van Souda. Het vliegveld ligt 15 km ten noordoosten van de stad Chania, op het Griekse eiland Kreta. Het is vernoemd naar de Kretenzische vrijheidsstrijder Daskalogiannis. De Griekse luchtmacht is tevens op dit veld gevestigd.

## Geschiedenis
De civiele luchtvaart heeft niet altijd dit vliegveld als basis gehad. Het begon na de Tweede Wereldoorlog op het vliegveld van Maleme. Dit vliegveld is vlak voor de oorlog door de Britten aangelegd. Toen de oorlog was afgelopen, werd dit veld gebruikt als de luchthaven van Chania.
In 1959 werden alle activiteiten verplaatst naar een eigen plek op het noorden van het militaire vliegveld van Souda (de roepnaam voor piloten is ook "Souda"). De eerste passagiersterminal op het huidige veld werd in 1967 gebouwd, met parkeerruimte voor 2 vliegtuigen. De internationale vluchten begonnen in 1974. Al gauw werd de aanwezige capaciteit onvoldoende. Uiteindelijk werd de nieuwe terminal in 1996 in gebruik genomen. Het beslaat een oppervlakte van 14.650 m². Het vergrote platform voor de terminal biedt plaats aan 6 vliegtuigen.
Vandaag de dag heeft het vliegveld vaste binnenlandse vluchten naar Athene en Thessaloniki, uitgevoerd door Olympic Air en Aegean Airlines. In het zomerseizoen vliegen vele charter- en budgetmaatschappijen naar bestemmingen in heel Europa.

Passagiers per jaar - 10-jarig overzicht
| Jaar | Vluchten | Passagiers | Verandering (Passagiers) |
| ---- | -------- | ---------- | ------------------------ |
| 2001 | 12,931   | 1,428,982  | +0,9%                    |
| 2002 | 11,826   | 1,384,579  | -3,1%                    |
| 2003 | 13,974   | 1,479,653  | +6,9%                    |
| 2004 | 13,214   | 1,446,377  | -2,2%                    |
| 2005 | 13,060   | 1,512,769  | +4,6%                    |
| 2006 | 14,760   | 1,760,959  | +16,4%                   |
| 2007 | 15,430   | 1,882,834  | +6,9%                    |
| 2008 | 15,206   | 1,866,581  | -0,9%                    |
| 2009 | 16,014   | 1,795,466  | -3,8%                    |
| 2010 | 13,852   | 1,654,864  | -7,8%                    |

## Vervoer
Vanuit de richting van Kissamos kan het vliegveld worden bereikt via de nationale kustweg en hoofdwegen. Vanuit Chania kan men in 20 minuten min of meer direct naar het vliegveld rijden.
Tussen de luchthaven en de stad rijden bussen. Vanaf het vliegveld vertrekt de bus 7 keer per dag naar het busstation van Chania, vanwaar men verder kan reizen. De reistijd bedraagt ongeveer 30 minuten.
Vlak voor de aankomsthal is een taxistandplaats. De taxi's rijden zolang er nog vluchten arriveren en vertrekken.

## Bijzonderheden
Naast de reguliere landingsbaan (11/29), beschikt de luchthaven over een tweede landingsbaan. Deze baan ligt net ten zuiden van de hoofdbaan en is gemarkeerd als 11R/29L. Hij kan en mag alleen worden gebruikt in geval van calamiteiten.